# Bernat d'Entença
Bernat d'Entença (segle XII), senyor de la baronia d'Alcolea de Cinca. Fou fill de Berenguer II d'Entença, senyor de la baronia d'Entença, i originà el llinatge dels barons d'Alcolea.
Casat amb Garsenda de Pallars, filla d'Arnau Ramon I de Pallars Jussà, tingué dues filles:
- Jussiana d'Entença, hereva de la baronia, que fou esposa d'Hug III d'Empúries.
- Oria d'Entença, que es casà amb Arnau Mir de Pallars Jussà.